# Liliana Henao Hoyos
Liliana Henao Hoyos (Medellín, Antioquia, 27 de julio de 1989) es una modelo, presentadora de televisión y empresaria colombiana.

## Carrera
Liliana nació en la ciudad de Medellín, Antioquia. Se graduó como administradora de empresas en la Universidad María Cano y empezó a desempeñarse como presentadora de televisión en su ciudad natal en canales como Cosmovisión y UNE entre el 2008 y el 2009. Ha realizado campañas publicitarias como modelo para marcas como Rodher, Salvaje Jeans, Blue Girl, Ventury Jeans, Vanessa, Petacchi y Corpo; y ha aparecido en vídeos musicales de Tony Dize y Los Gigantes del Vallenato.
Fue una de las modelos seleccionadas para aparecer en las portadas de los cuadernos SoHo en su campaña de 2015. Además del modelaje, Liliana es propietaria de la marca de trajes de baño LH Swimwear.